# عبدالله صفدری
عبدالله صفدری (زاده ۲۲ فروردین ۱۳۵۵ در تهران) بازیگر و چهره‌پرداز سینما اهل ایران است.

## فیلم‌شناسی

### بازیگر
- پنجره (۱۳۶۷)
- کفش‌های میرزا نوروز (۱۳۶۴)
- مردی که موش شد (۱۳۶۴)

### طراح چهره پردازی
- دویدن در میان ابرها (۱۳۸۷)
- لوکوموتیوران (۱۳۷۹)
- شهردار مدرسه (۱۳۷۶)

### چهره‌پرداز
- لوکوموتیوران (۱۳۷۹)
- شهردار مدرسه (۱۳۷۶)
- قانون (۱۳۷۴)
- شریک زندگی (۱۳۷۳)